# Okaya (immobilier)
Pour les articles homonymes, voir Okaya (homonymie).
Okaya & Co., Ltd. est une entreprise japonaise du marché immobilier, spécialisée en gestion immobilière.
Elle a été fondée en 1669 et est toujours en activité en 2009. Sa longévité lui permet de faire partie de l'Association des Hénokiens.